# Czesław Czapliński (fotograf)
Czesław Antoni Czapliński (ur. 5 lipca 1953 w Łodzi) – polsko-amerykański artysta fotograf. Członek honorowy Fotoklubu Rzeczypospolitej Polskiej. Dziennikarz i autor filmów dokumentalnych.

## Życiorys
Od 1979 roku zamieszkuje w Nowym Jorku i w Warszawie. Jest założycielem agencji fotograficznej „Photo Medium”, powstałej w 1981 roku. Jest autorem, współautorem ponad 40 albumów (książek). Fotografie Czesława Czaplińskiego publikowano wielokrotnie na łamach (m.in.) „The New York Times”, „Time”, „Vanity Fair”, „The Washington Post”, „Newsweek”, „Twój Styl”, „Viva”, „Rzeczpospolita”, „Wprost”, „Foto”.
Jest autorem i współautorem wielu wystaw fotograficznych, w Polsce i na świecie. Jest pomysłodawcą i organizatorem międzynarodowego konkursu fotograficznego „Łazienki Królewskie – Cztery pory roku”. Jest organizatorem spotkań z wybitnymi twórcami z cyklu „Artyści w Łazienkach”, w których udział wzięli (m.in.): E.Braun, E.Bryll, J.Cygan, J.Głowacki, J.Hartwig, J.Hen, R.Olbiński, B.Tyszkiewicz, M.Walewska oraz cyklu spotkań „Artyści w Czytelniku” (2022), gdzie wystąpili: Marek Roefler, Mieczysław Wasilewski, Wanda Wąsowska, Zbigniew Zamachowski, Juliusz Erazm Bolek, Eva Chełmecka. Jest jurorem w licznych konkursach fotograficznych. Jego fotografie znajdują się w kolekcjach: Library of Congress w Waszyngtonie, TIME Inc. Picture Collection w Nowym Jorku, New York Public Library, Spertus Institute of Jewish Studies w Chicago, Muzeum Narodowym w Warszawie, Muzeum Narodowym we Wrocławiu, Muzeum Sztuki w Łodzi, Narodowego Archiwum Cyfrowego.
W dniu 29 września 1999 roku, decyzją Kapituły Fotoklubu Rzeczypospolitej Polskiej Stowarzyszenia Twórców, Czesław Czapliński został członkiem honorowym Fotoklubu RP. W działalności Fotoklubu RP uczestniczył do 2021.
W 2023 roku w parku w zespole pałacowo-parkowym w Radziejowicach odsłonięto popiersie przedstawiające Czesława Czaplińskiego autorstwa rzeźbiarza Mariana Koniecznego.

## Odznaczenia
- Odznaka „Zasłużony Działacz Kultury”
- Złoty Medal Łódzkiego Towarzystwa Fotograficznego
- Medal 150-lecia Fotografii (1989)
- Złoty Medal „Za Fotograficzną Twórczość”[28]
- Odznaka Honorowa Ministerstwa Spraw Zagranicznych „Bene Merito”
- srebrny Medal „Zasłużony Kulturze Gloria Artis” (sztuki wizualne/plastyczne, 9 stycznia 2007 roku)[29]
- złoty Medal „Zasłużony Kulturze Gloria Artis” (sztuki wizualne/plastyczne, 17 maja 2022 roku)[29]
- order Świętego Stanisława II klasy (10 maja 2015 roku)[30]
- Krzyż Oficerski Orderu Odrodzenia Polski (2023)[31][32]

## Nagrody
- Statuetka „Obiektyw Kulturalny” (2022) – nagroda Agencji Informacyjnej[33]
- Statuetka „Niezwykła Osobowość” (2014) – Klub Integracji Europejskiej[34]
- Osobowość Roku 2022” (2022) Gala „Osobowości i Sukcesy Roku 2022”[35]

## Wybrane wystawy indywidualne
- Narodowa Galeria Sztuki Zachęta w Warszawie (1989, 1991)
- Muzeum Sztuki w Łodzi (1992)
- Muzeum Narodowe w Warszawie (1995, 2002, 2007)
- Muzeum Mazowieckie w Płocku (2002, 2006, 2008, 2010, 2011)
- Biblioteka Narodowa w Warszawie (2000, 2001, 2005)
- Muzeum Łazienki Królewskie w Warszawie (2010, 2011)
- Galeria Stalowa w Warszawie (2014, 2015, 2016)
- Galeria Miejska we Wrocławiu (2015)
- Galeria Sław w Kielcach (2016)
- Galeria Saska w Lublinie (2016)
- Nowy Jork (1981, 2002, 2003, 2010, 2012)
- Chicago (1998)
- Nicea (2000)
- Moskwa (1997)
- Londyn (2003)
- Monachium (2010)
- Bruksela (2011, 2016, 2017);
- Łódzki Dom Kultury „Amerykański sen Czesława Czaplińskiego” (14 maja 2022)[36]
- Mazowieckie Centrum Sztuki Współczesnej Elektrownia w Radomiu „Wojciech Fangor. Dzisiaj są moje urodziny” (15 listopada 2022)[37]
- Centrum Sztuki Współczesnej Zamek Ujazdowski w Warszawie „Fangor – Wielowymiarowy” (18 listopada 2022)[38]
- Łazienki Królewskie w Warszawie „New York, New York” (2023)[39]
- Mistrz. Wystawa portetów – Teatr Kamienica Warszawa (15 maja 2024)[40]
- Grójecki Ośrodek Kultury „NEW YORK 2024 – 400 lat” (5 lipca 2024)[41]
- PROM Warszawa „Czesław Czapliński, 44 lata w Nowym Jorku” (2 października 2024)[42]

Źródło

## Wybrane publikacje
- „Saga rodu Styków” (1989)
- „Twarzą w twarz” (1991)
- „Pasje Jerzego Kosińskiego” (1993)
- „Kariery w Ameryce” (1994)
- „Portrety” (1995)
- „Moja Historia, czyli jak fotografowałem Króla” (1999)
- „Twórcy końca wieku” (2000)
- „Śmierć & Życie” (2001)
- „New York przed i po 11 września 2001” (2002)
- „Lekarze w walce o zdrowie” (tom 1/2002, tom 2/2003, tom 3/2004)
- „Wszechświat ks. Jana Twardowskiego” (2002)
- „Wizytki – ogród zamknięty” (2003)
- „Adwokaci w walce o sprawiedliwość” (2004)
- „Sztuka fotografii – Fotografia portretowa” (2004)[43]
- „Fotografie prawdziwe, bo już niepodobne” (2005)
- „Kolekcje sztuki polskiej w Ameryce” (2005)
- „Artyści” (2007)
- „Michael Jackson” (2009)
- „Śladami Chopina w Warszawie i na Mazowszu” (2010)
- „Przejścia nie ma” (2010)
- „Kolekcjoner” (2010)
- „Jerzy Benedykt Dorys – Kazimierz nad Wisłą 1931–1932” (2010)
- „Polacy w Ameryce – 400 lat” (2010)
- „Eugeniusz Gerlach. Malarstwo 1959-2009” (2011)
- „Artyści Europie” (2011)
- „Bitwa Warszawska 1920” (2011)
- „Ludzie Łazienek” (2012)
- „Łazienki Królewskie w Warszawie – cztery pory roku” (2012)
- „Fangor pierwsze 90 lat” (2012)
- „Portrety z historią” (Wydawnictwo Zwierciadło 2012)[44]
- „Górecki, Lutosławski, Penderecki” (2013)
- „Wojciech Fibak – Kronika życia sportowego” (2013)
- „Można odejść na zawsze, by stale być blisko” – ks. Jan Twardowski (2015)
- „Blisko ziemi, blisko nieba” – ks. Jan Twardowski (2015)
- „Jak fotografować cyfrowo” (2017)[45][2][16]
- Piotr Jakubczak – malarstwo / painting (tekst i zdjęcia, 2018)[46]
- Portret z historią (Wydawnictwo Internetowe e-bookowo.pl, Tom 1, 2021)[47]
- Ryszard Kapuściński. Życie w podróży, życie jako podróż. Rozmowy (Czytelnik, 2022)[48]
- Nowy Jork 400 lat (Bernardinum 2024)[49]

## Filmy autorstwa Czesława Czaplińskiego
- „Sztuka liczenia” (Opałka – Czapliński, TVP1995)
- „Artyści biznesu: prof. Henryk Skarżyński” (Studio Autograf, 2004)
- „Kolekcjoner” (2005; nagroda Złoty Kopernik 2012[50])
- „Życie jak w bajce” (TVP, 2009)
- „Optymista mimo woli” (TVP, 2010)
- „Fangor pierwsze 90 lat” (2012)
- „40 lat Muzeum Azji i Pacyfiku w Warszawie” (2012);
- „Profesor Marek Kwiatkowski. Czarodziej z Łazienek Królewskich” (nagroda Złoty Kopernik 2014 na Festiwalu Filmów Edukacyjnych „Edukino”)[51]
- „Aleja i Ogród Chiński w Łazienkach Królewskich” (2014)
- „Wzrost Pana Boga” (2015)
- „Profesor Marek Kwiatkowski – jak scalałem Łazienki Królewskie w Warszawie” (2015)
- „Moja historia. Wspomina ks.Witold Nagórski” (2016)[34]
- „Kolekcjoner, Ecole de Paris. Marek Roefler” (2016)[34]
- “Tamara de Łempicka a art deco” Villa La Fleur (2022)[52]
- “Zakopane Wyrzeźbione Namalowane” (2023)[53]
- „Kisling. Lśnienie  Montparnasse’u” (2024)[54]

Źródło

## Filmy o Czesławie Czaplińskim i jego twórczości
- „Wernisaż Czesława Czaplińskiego w Zachęcie” (TVP1989, reż. Nina Terentiew)
- „Fotograf” (TVP1991)
- „Portrety Czesława Czaplińskiego” (TVP1992, reż. Grażyna Pieczóro)
- „Twarzą w twarz” (TVP1993, reż. Natalia Koryncka)
- „Arystokrata kwiatów”; (TVP, reż. Filip Chodzewicz)
- „Czarne i białe w kolorze” (TVP, reż. Filip Chodzewicz)
- „Czesław Czapliński w intymnej relacji z obiektywem” (TVN 2015, rep. Łukasz Radwan)
- „Czesław Czapliński Portrety kwiatów, miast i ludzi” (2016)[55]
- Notacje – Czesław Czapliński. Nasz człowiek z innego świata[56]
- „Oczy w oczy” Czesław Czapliński – odcinek 58, (1 X 2017 TVP Polonia)[57]

Źródło

## Fotograf sław
W czasie ponad 40 lat fotografowania – przed obiektywem Czesława Czaplińskiego gościło wiele znanych postaci ze świata biznesu, kultury, polityki i sportu – takich jak (m.in.): Muhammad Ali, Arthur Ashe, Isaac Asimov, Maurice Bejart, Leonard Bernstein, Bernardo Bertolucci, Bill Blass, Christie Brinkley, James Connors, Bill Crosby, Cindy Crawford, Walter Cronkite, Óscar de la Renta, Guy de Rothschild, Alain Delon, Catherine Deneuve, Plácido Domingo, Umberto Eco, Jane Fonda, Malcolm Forbes, Joseph Heller, Charlton Heston, David Hockney, Bob Hope, Vladimir Horowitz, Lee Iacocca, Garri Kasparow, Henry Kissinger, Calvin Klein, Jerzy Kosiński, Estee Lauder, Valentino Liberace, Shirley MacLaine, Norman Mailer, Mireille Mathieu, James Michener, Liza Minnelli, Roger Moore, Alberto Moravia, Willie Nelson, Richard Nixon, Jassye Norman, Joseph Pappe, Luciano Pavarotti, Gregory Peck, Paloma Picasso, Roman Polański, Isabella Rossellini, Omar Sharif, Brooke Shields, Isaac Singer, Susan Sontag, William Styron, Donald Trump, Tina Turner, Liv Ullmann, John Updike, Peter Ustinov, Diane von Furstenberg, Kurt Vonnegut, Mike Wallace, Andy Warhol, Raquel Welch.